# Giovanni Toti
Giovanni Toti (Viareggio, 7 de septiembre de 1968) es un político y periodista italiano, Presidente de la Región de Liguria desde el 11 de junio de 2015 hasta el 26 de julio de 2024.

## Biografía
Nacido en Viareggio (Toscana), Toti creció en la cercana localidad marítima de Marina di Massa, donde sus padres regentaban el Hotel Excelsior. En 2001 se mudó con su familia a Ameglia (Liguria). Es licenciado en Ciencias Políticas por la Universidad de Milán y está casado con la periodista bergamasca Siria Magri.
En 1996 empezó a trabajar con Mediaset de Silvio Berlusconi; el año siguiente debutó en Studio Aperto, el informativo del canal de televisión Italia 1, del que pasó a ser director en 2010. En marzo de 2012, Toti se convirtió también en director del informativo TG4 de Rete 4, en sustitución de Emilio Fede.

### Carrera política
A los 17 años adhirió a las juventudes del Partido Socialista Italiano, liderado por Bettino Craxi.
En enero de 2014, Toti entró en política como consejero político del partido de Berlusconi, Forza Italia. En las elecciones al Parlamento Europeo de 2014 fue elegido diputado con 148.291 votos.
El 1 de abril de 2015 presentó su candidatura a la presidencia de Liguria en las elecciones regionales de mayo al frente de la coalición formada por Forza Italia, Liga Norte, Hermanos de Italia y otros partidos de centroderecha. Toti fue elegido Presidente con el 34,4% de los votos, derrotando a la candidata del Partido Democrático Raffaella Paita.
Durante su primer mandato, tuvo que hacer frente al derrumbe del Puente Morandi, siendo declarado comisario delegado para gestionar la emergencia.
Tras las elecciones al Parlamento Europeo de 2019, Berlusconi nombró a Toti y Mara Carfagna coordinadores nacionales de Forza Italia, para reformar y relanzar el partido. Sin embargo, después de unas semanas, Toti abandonó el partido en oposición al líder, que no había respaldado su propuesta de elecciones primarias abiertas, y lanzó un nuevo partido: ¡Cambiemos!.
En las elecciones regionales de Liguria de 2020, se presentó de nuevo a la presidencia y ganó, obteniendo el 56,13% de los votos válidos y superando al candidato de centro-izquierda, el periodista Ferruccio Sansa (hijo del exalcalde de Génova, Adriano Sansa), su principal oponente, que obtuvo el 38,90%.
Entre mayo y julio de 2021, Toti disolvió ¡Cambiemos! y fundó Coraje Italia junto con el alcalde de Venecia Luigi Brugnaro. Tras una crisis interna de este partido, a comienzos de 2022 Toti lanzó el proyecto de Italia en el Centro. A la cara de las elecciones generales de 2022, Italia en el Centro, Coraje Italia, Nosotros con Italia y Unión de Centro presentaron la lista electoral Nosotros Moderados, de cuyo consejo nacional Toti fue elegido presidente. La lista se convirtió en partido unitario en mayo de 2023.
El 7 de mayo de 2024, Toti fue puesto bajo arresto domiciliario siendo acusado de soborno en el ejercicio de su cargo y por actos contrarios a sus deberes de oficio. El 26 de julio siguiente dimitió del cargo de Presidente de Liguria.